# Daita
Nella mitologia greca,  Daita  con il fratello Tieste erano due abitanti dell'isola di Lesbo di cui si raccontano le gesta.

## Il mito
I due fratelli vengono ricordati per aver tenuto cura di un uovo, da cui nacque un uomo devoto al dio del divertimento Dioniso. Il ragazzo si chiamava Enorco ed eresse un tempio.

## Pareri secondari
Viene ricordato anche per essere il padre di Machereo, il sacerdote di Delfi, ma potrebbe trattarsi di omonimia.

### Moderna
- Pierre Grimal, La mitologia greca, Roma, Newton, 2006, ISBN 88-541-0577-5.